# FK Púchov
Maillots
Le FK Púchov est un club de football slovaque basé à Púchov.

## Historique
- 1920 : fondation du club sous le nom de SK Matador Púchov
- 2001 : 1re participation à une Coupe d'Europe (C3, saison 2001/02)
- 2003 : le club est renommé FK Matador Púchov. Éliminé au 1er tour de la Coupe UEFA par le FC Barcelone.
- 2006 : le club est renommé FK Púchov

## Bilan sportif

### Palmarès
- Coupe de Slovaquie de football
  - Vainqueur : 2003

- Supercoupe de Slovaquie de football
  - Finaliste : 2003

### Bilan européen
Note : dans les résultats ci-dessous, le score du club est toujours donné en premier
| Saison    | Compétition | Tour              | Club                  | Domicile | Extérieur | Total  |
| --------- | ----------- | ----------------- | --------------------- | -------- | --------- | ------ |
| 2001-2002 | Coupe UEFA  | Tour préliminaire | Sliema Wanderers      | 3 - 0    | 1 - 2     | 4 - 2  |
| 2001-2002 | Coupe UEFA  | Premier tour      | SC Fribourg           | 0 - 0    | 1 - 2     | 1 - 2  |
| 2002-2003 | Coupe UEFA  | Tour préliminaire | FK Atyraou            | 2 - 0    | 0 - 0     | 2 - 0  |
| 2002-2003 | Coupe UEFA  | Premier tour      | Girondins de Bordeaux | 1 - 4    | 0 - 6     | 1 - 10 |
| 2003-2004 | Coupe UEFA  | Tour préliminaire | Sioni Bolnissi        | 3 - 0    | 3 - 0     | 6 - 0  |
| 2003-2004 | Coupe UEFA  | Premier tour      | FC Barcelone          | 1 - 1    | 0 - 8     | 1 - 9  |

Légende
- Victoire ou qualification pour le tour suivant
- Match nul
- Défaite ou élimination de la compétition